# Viernau
Ne doit pas être confondu avec Vierny, Vierzy, Viserny, Verny (homonymie) ou Vierne.
Viernau est une ancienne commune de l’arrondissement de Schmalkalden-Meiningen en Thuringe, en Allemagne.